# 白と黒で
『白と黒で』（フランス語: En blanc et noir）はクロード・ドビュッシーが1915年に作曲したピアノ二重奏のための曲。《白と黒とで》とも訳される。

## 概要
『練習曲集』や『チェロ・ソナタ』、『フルート、ヴィオラとハープのためのソナタ』と同時期の作品である。第一次世界大戦の衝撃と体調の悪化による1年ほどの作曲活動の停滞から立ち直り、ドビュッシーは友人のロベール・ゴデに「私は作曲せずにはいられないのです」と書き送っていた。作曲開始時の曲名はフランシスコ・デ・ゴヤの版画集『ロス・カプリーチョス』（フランス語読みでカプリス）にちなんで『白と黒でのカプリス』というものであった。第2曲の献呈から、前年に勃発した第一次世界大戦の影響がはっきり感じられる。
『白と黒で』という題名に関しては、鍵盤の白黒を指す、絵画（版画）の白黒を指す、の二つの説がある。絵画の色説は、編集者のデュランへの手紙で、「カリプスの第二曲の色合いがあまりに黒のほうに押し流されて、ゴヤの『カプリチョス』と同じくらい悲劇的になってしまったので少し明るくした」と告げていること。また別の友人への手紙で「これらの作品は、色彩や感動を脱色しようとした結果、ベラスケスの灰色にまでなった」と語り、どちらも絵画を引き合いにしていることをその根拠としている。また各楽章には時局がらみの政治的意図をこめた引用が付されていることも注目に値する。
3つの楽章から成り、全曲の演奏に12分から15分ほどを要する。

## 解説
第1曲はセルゲイ・クーセヴィツキーに、第2曲は第一次世界大戦で戦死した陸軍中尉ジャック・シャルロ（出版者ジャック・デュランの甥）、第3曲はイーゴリ・ストラヴィンスキーに献呈されている。
1. Avec emportement （無我夢中で）
ジュール・バルビエとミシェル・カッレによる戯曲「ロメオとジュリエット」(シャルル・グノーの同名のオペラの台本)の一節が掲げられている。演奏技巧的にはこの曲が三曲中最も難しく、いきなり非常にはやく始まるうえ、めまぐるしく変わっていく曲想、相手と合わせるのが非常に難しく至難な技巧、躍動感や活力あふれる非常にダイナミックな演奏を必要とする。楽譜の見た目以上に難しい。最後のコーダは激しく盛り上がった後、火花を散らすように力強いfffのハ長調の主和音で力強く結ぶ。
2. Lent. Sombre （ゆるやかに。沈痛に）
フランソワ・ヴィヨンの「フランスの敵に対するバラード」の一節が掲げられている。プロテスタントのコラールである「神はわがやぐら」が引用され、終盤では「ラ・マルセイエーズ」を思わせる断片が顔を出す[5][6]。
3. Scherzando （諧謔的に）
シャルル・ドルレアンの詩の一節「冬よ、お前は嫌なやつだ」が掲げられている。ドビュッシーは、この詩に基づく無伴奏混声合唱曲（「シャルル・ドルレアンの3つの歌」第3曲、1898年作曲）も作曲している。